# Diphasia palmata
Diphasia palmata är en nässeldjursart som beskrevs av Nutting 1905. Diphasia palmata ingår i släktet Diphasia och familjen Sertulariidae. Inga underarter finns listade i Catalogue of Life.